# Гія (автодром)
Автодром Гія (англ. Guia Circuit, порт. Circuito da Guia) — це вулична траса довжиною 6,120 км (3,803 милі), розташована в південно-східній частині півострова Макао в Макао. Це місце проведення Гран-прі Макао та гонки Guia Race of Macau. Траса складається з довгих прямих і вузьких поворотів і має характеристики типової вуличної траси – вузька, вибоїста та з обмеженими можливостями для обгону. Проте є дві особливості, які рідко можна зустріти на інших вуличних трасах — коливання висоти (понад 30 м між найвищою та найнижчою точками траси) і наддовга головна пряма, яка дозволяє розвивати максимальну швидкість 260 км/год на автомобілях Формули-3. Як наслідок, автодром визнано одним із найскладніших у світі як з точки зору водіння, так і налаштування, оскільки автомобілі мають підтримувати високу швидкість, щоб подолати підйоми, звивисті повороти та довгі прямі за одне коло.

## Історія

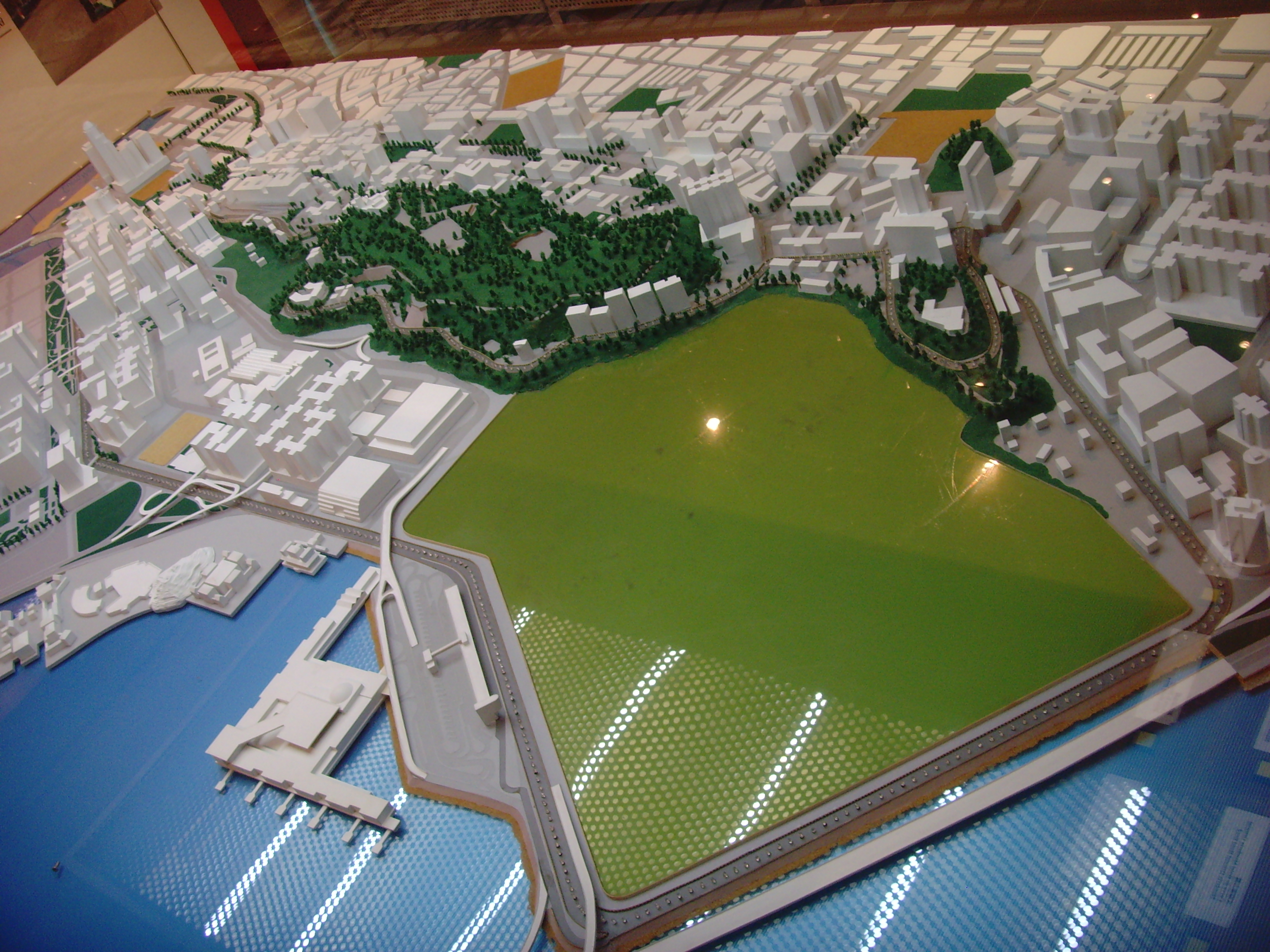
Архітектурна модель автодрому Гія в музеї Гран-Прі в Макао

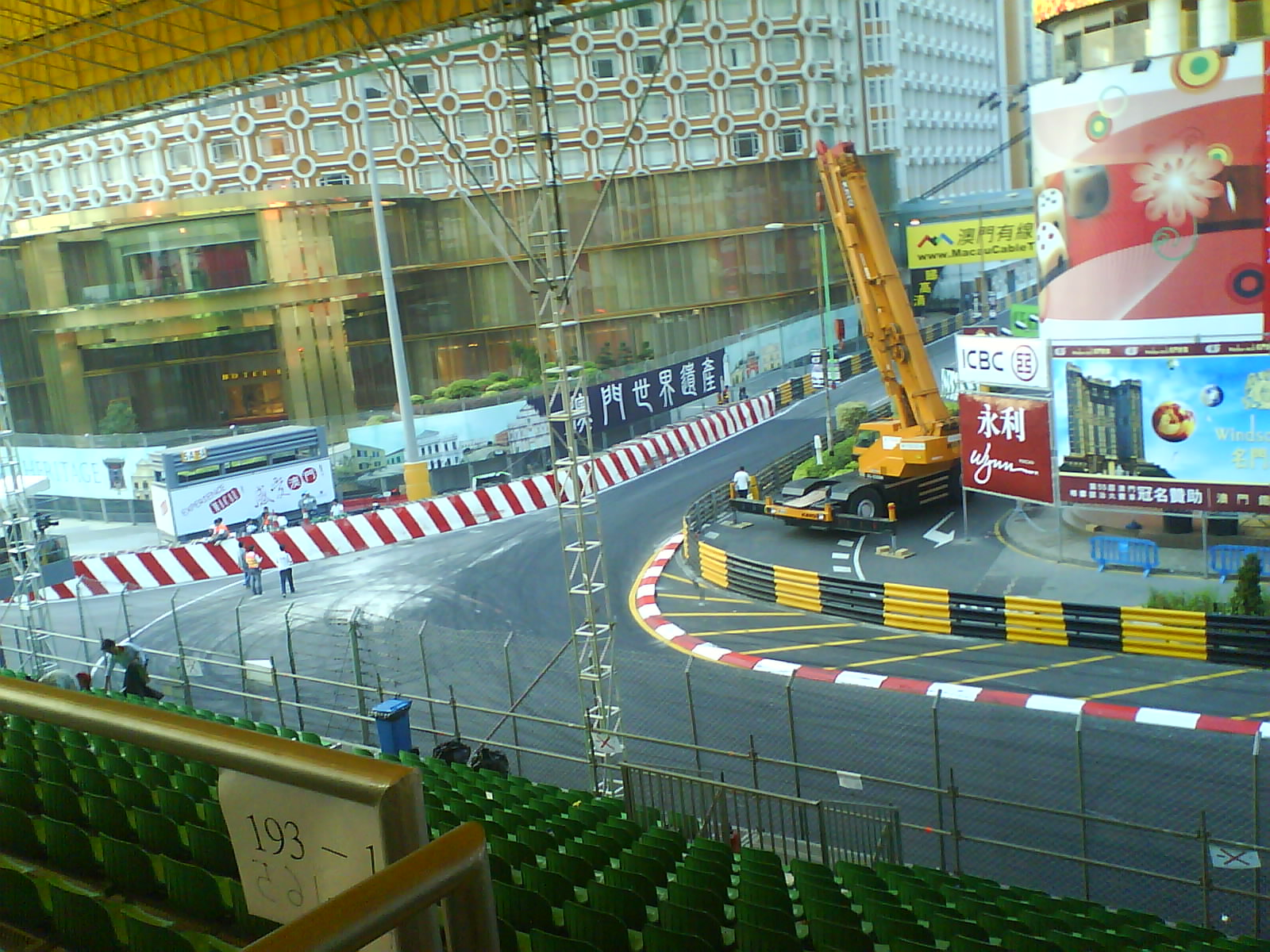
Поворот Hotel Lisboa

Спочатку автодром Гія був задуманий у 1954 році як маршрут для пошуку скарбів вулицями міста, але незабаром після заходу було запропоновано, що маршрут для пошуку скарбів може стати місцем для аматорських перегонів серед місцевих автолюбителів. З 1967 року, з появою мотоциклетних перегонів, траса стала місцем проведення як мотоциклетних, так і автомобільних змагань.

## Гоночні події
Траса є унікальною завдяки поєднанню мотоциклетних і автомобільних змагань в рамках одного гоночного вікенду. Мотоциклетний Гран-прі Макао, Гонка Гії (заключні раунди WTCC з 2005 по 2014 роки) і Гран-прі Макао Формули-3 — це основні події гоночного вікенду. Крім того, організовуються різноманітні перегони для змагань між місцевими та регіональними (Гонконг, Тайвань, Японія, Південно-Східна Азія тощо) ентузіастами.

## Опис траси
На відміну від інших звичайних гоночних трас у світі, схема траси Гія не змінювалася з 1957 року (комплекс пітлейна та паддока було перенесено на поточне місце в 1993 році, але схема самої траси не змінювалася). Найвужча частина траси має ширину лише 7 метрів, яка розташована біля шпильки Melco. По всій довжині траса надійно обмежена бар’єрами Armco, пофарбованими в чорно-жовті смуги. Раніше біля повороту Reservoir була гравійна пастка, але після того, як комплекс пітлейна та паддока було перенесено на нинішнє місце, цей об’єкт було прибрано.

## Трибуни
Навколо траси є дві великі трибуни на яких глядачі можуть спостерігати за перегонами в прямому ефірі: головна трибуна вздовж головної прямої, а інша – в повороті Lisboa. Поворот Lisboa є найвідомішим місцем, оскільки він пропонує єдине місце з можливістю обгону в кінці головної прямої. З іншого боку, він також сумно відомий масовими аваріями на перших колах через конфігурацію повороту в 90 градусів і значне зменшення ширини траси. У результаті ціна квитка на місце в повороті Lisboa значно вища, ніж на головній трибуні. Але, як і на більшості вуличних автодромів, багато людей стоять або сидять біля траси або на мостах, що проходять над трасою.